# Drehmomentstütze

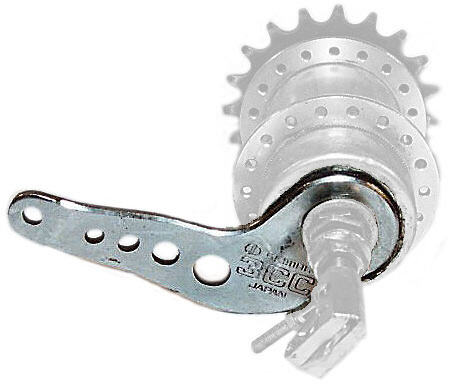
Drehmomentstütze an einer Schaltnabe

Eine Drehmomentstütze ist ein Maschinenelement, das als eigenständiges Bauteil Bestandteil von Getriebe- und Motoraufhängungen sein kann.
Aufgabe der Drehmomentstütze ist das Auffangen des Differenzdrehmomentes von An- und Abtrieb und dessen Einleitung in die Tragstruktur (zum Beispiel Gehäuse oder Rahmen).
Anwendungen finden sich beispielsweise im allgemeinen Maschinenbau, der Fahrzeugtechnik oder auch an Hinterradnaben von Fahrrädern mit Nabenschaltungen und/oder Bremsen (wie Trommel- oder Rücktrittbremsen). Es handelt sich um einen Hebel, der die Achse außerhalb ihres Drehpunktes mit dem Rahmen verbindet. Wird die Drehmomentstütze nicht korrekt montiert, kann es später zum plötzlichen Versagen von Schaltung oder Bremse unter Last kommen.